# Södermanlands runinskrifter NOR2003;21
Södermanlands runinskrifter NOR2003;21 är ett runstensfragment i Grödinge socken, Botkyrka kommun.
Fragmentet påträffades 2002 vid en nedrasad bro- och dammanläggning i Björkstaån sydväst om Mariebergs säteri, vid en medeltida, nu försvunnen väg mellan säteriet och den likaledes försvunna byn Berga. Det står nu uppställt vid Grödinge hembygdsförenings hus Vasastugan i Vårsta.
Fragmentet är i mörkgrå medelkornig gnejs, 0,81 meter högt, 0,56 meter brett och 0,2 meter tjockt. På stenens baksida finns ett tiotal runda hål som troligen uppstått genom att en järnaxel vilat mot baksidan och snurrat mot den. Antagligen är stenen ursprungligen en del av en brant bergfast hällyta som brutits loss.

## Inskrift
Av ristningen återstår övre ramlinjen av ett runband, omkring 27 centimeter långt, med resterna av fyra runor, u:br-. Runan b är nästan fullständigt bevarad. På modern svenska skulle detta kunna betyda "...[lät]o bro...", det vill säga att runstenen tillsammans med en bro över ån varit ett minnesmärke över någon närstående. Stenar med innebörden "NN lät resa denna sten och göra denna bro efter NN" är väl kända från andra broplatser.

## Källor

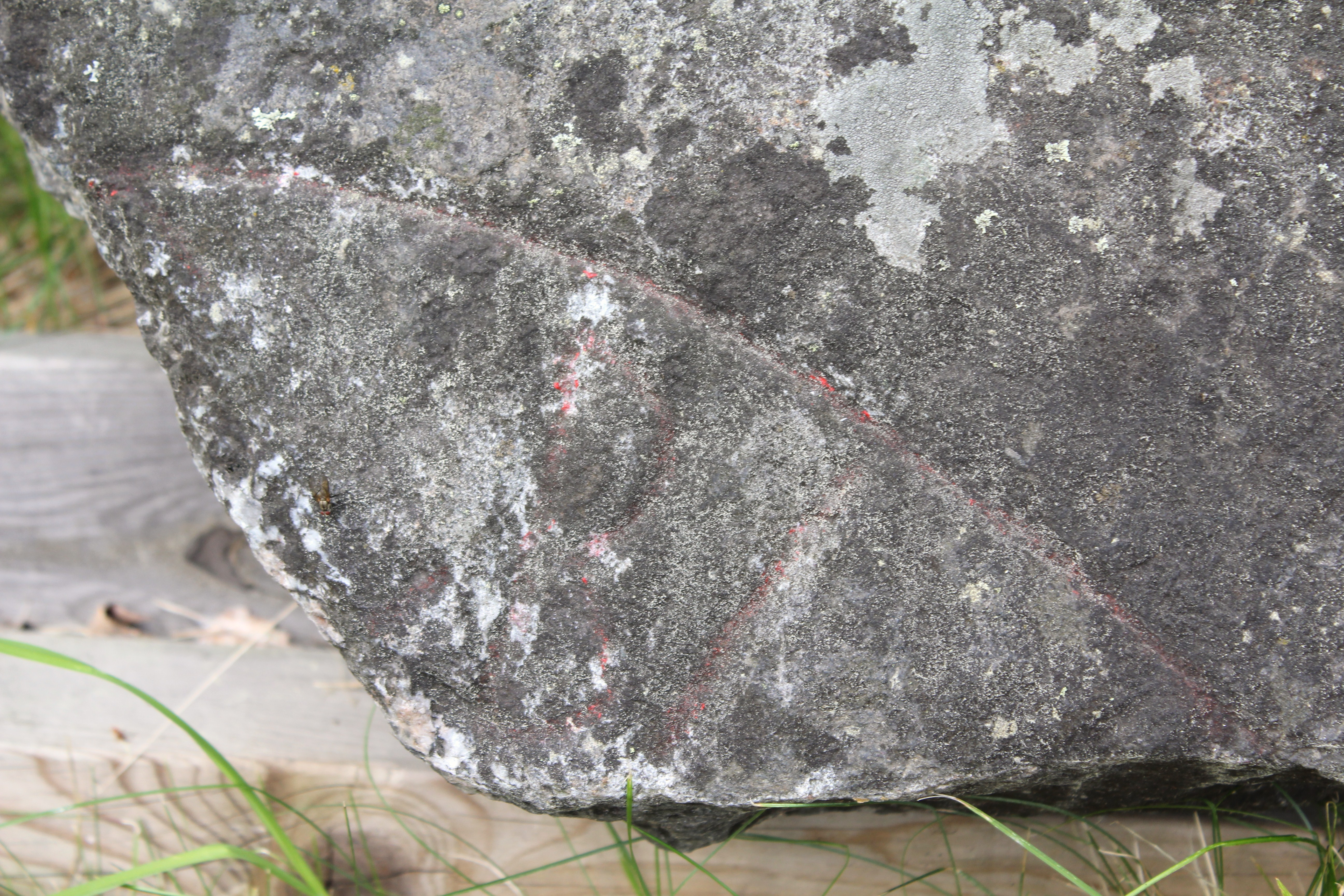
Närbild av den fragmentariska inskriften.